# Босиком по слизнякам
«Босиком по слизнякам» (фр. Pieds nus sur les limaces) — фильм режиссёра Фабьенны Берто, созданный по мотивам одноименной повести Берто. Сценарий был написан при участии Паскаля Арнольд.

## Сюжет
Фильм рассказывает о девушке по имени Клара, которая удачно вышла замуж за перспективного адвоката и живёт в Париже. После внезапной смерти матери Клара вынуждена заботиться о младшей сестре Лилу, чья невероятная чувствительность делает её уязвимой для внешнего мира и не позволяет быть самостоятельной.
В фильме «Босиком по слизнякам» мы видим, как Лилу создаёт свой собственный удивительный мир, дающий ей определённую стабильность. Однако ей всё ещё необходима защита и забота. Клара же пересматривает под влиянием событий свои взгляды на жизнь и карьеру.

## В ролях
- Диана Крюгер — Клара
- Людивин Санье — Лилу
- Дени Меноше — Пьер
- Бриджитт Катийон — Одиль
- Жак Списсер — Поль
- Анн Бенуа — Мирель

## Награды
- Премия Международной конфедерации артхаусных кинотеатров[фр.](фр. Confédération Internationale des Cinémas d'Art et d'Essai) на Каннском кинофестивале 2010[1]